# Управление „Бронетанкови и механизирани войски“
Управление „Бронетанкови и механизирани войски“ е бившо управление на Министерството на народната отбрана.

## История
Създадено е на 1 януари 1945 г. със заповеди № 1 и № 2 на командира на Бронетанковите войски под името Командване на Бронираните войски. На 1 ноември 1947 г. със служебно писмо № 500 на Щаба на войската от 22 октомври 1947 г. командването се разформирова, а на негово място се създава Бронетанков отдел на подчинение на началника на Генералния щаб. На 1 януари 1949 г. отдела получава името поделение 1540. На 1 януари 1950 г. отново е трансформирано в Управление под името Броетанкови и механизирани войски. От 1 април 1963 г. със заповед № 00101 вече под името Управление „Автобронетанкова и инженерна техника“ е преподчинено на Главно управление „Въоръжение и техника“ – под. 35090. На 1 октомври 1980 г. до 1992 г. управлението носи името „Бронетанкова и автотракторна техника“ и е с военнопощенски номер 24010. С министерска заповед № 030 от 6 февруари 1992 г., считано от 1 септември 1992 г. то се реорганизира и става част от Управление „Въоръжение и техника“ към Военно-икономическия блок (под. 44690). На 2 октомври 1992 г., считано от 1 септември Управление „Въоръжение и техника“ е закрито, а управлението се преподчинява на новосъздадения „Блок за материално-техническо и тилово осигуряване“ към ГЩ с нов военнопощенски номер 28970. На 9 юли 1997 със заповед № 0078, считано от 1 септември управлението е разформировано, а военнопощенския му номер е закрит.

## Наименования
- Командване на Бронираните войски (1945 – 1947)
- Бронетанков отдел (1947 – 1950)
- Управление „Бронетанкови и механизирани войски“ (1950 – 1956)
- Управление „Бронетанкови войски и автотракторна техника“ (1957 – 1961)
- Управление „Автобронетанкова и инженерна техника“ (1961 – 1964)
- Управление „Автобронетанкова техника“ (1964 – 1980);
- Управление „Бронетанкова и автотракторна техника“ към ГУВТ – под. 24010 (1 октомври 1980 – 6 февруари 1992)
- Отдел „Бронетанкова и автотракторна техника“ към Управление „Въоръжение и техника“ на ВИБ (март – авг. 1992)
- Управление „Бронетанкова и автомобилна техника“ ГЩ – под. 28970 (1 септ. 1992 – 1 септ. 1997)

## Началници
- Пейчо Пейчев (от юни 1950 г.)
- Борис Тодоров (октомври 1959 – ?)
- Полковник Добри Добрев
- Генерал-майор Борис Радев (1986 – 1990)
- Полковник Лилиян Динков до 1996